# 麥道DC-10

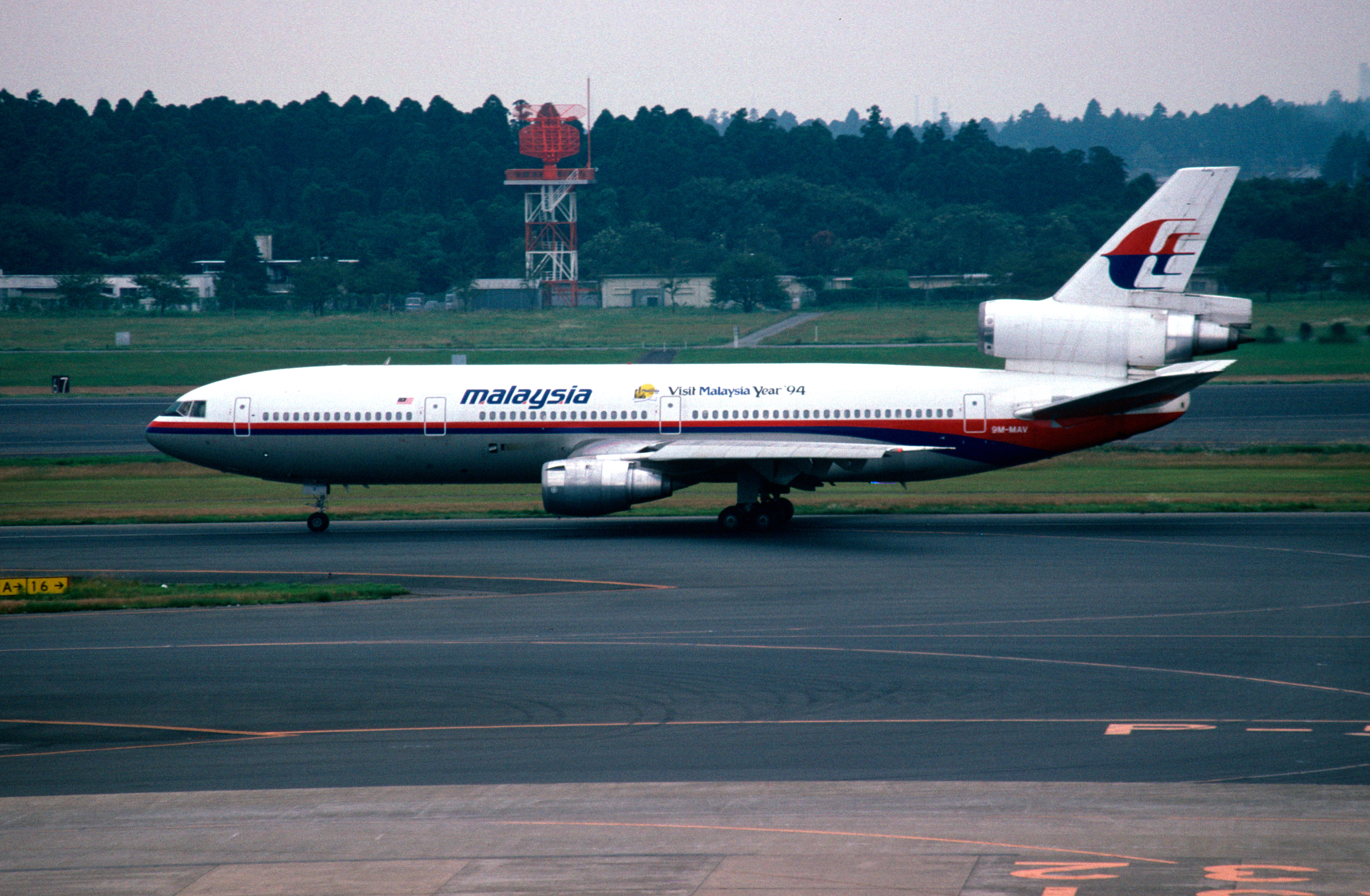
马来西亚航空DC-10

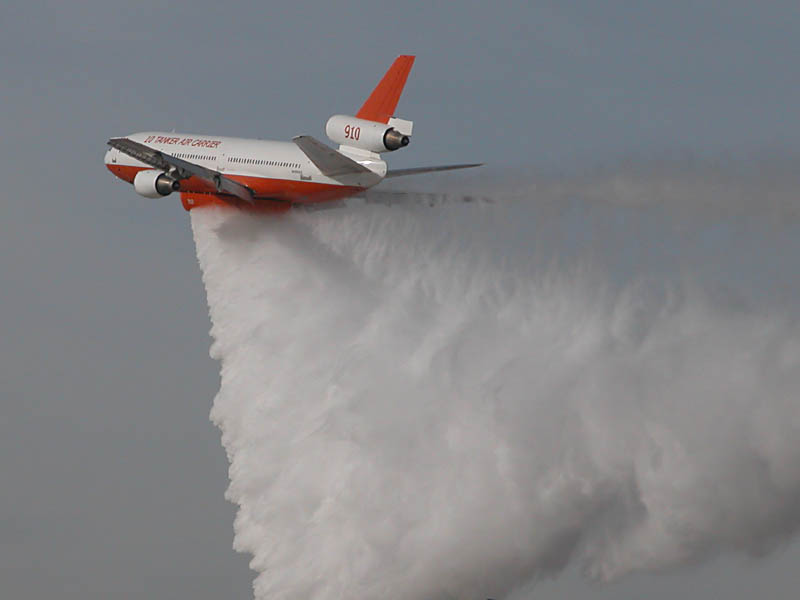
美國DC-10改裝的滅火機

麦道DC-10是麥克唐納-道格拉斯公司研制的三發動機廣體客機，為麥道作為接替DC-8客機的後繼型號。1970年8月29日首飛，1971年8月5日由美國航空率先投入營運。是747之後世界上第二型廣體客機。
DC-10因為在市場投入營運算是比對手的要較早，獲得一定程度的銷售量，可是早期也因為貨艙的設計瑕疵與麥道公司蓄意對客戶隱瞞爆發了多起重大飛安事故，使得DC-10在1970年代的長程客機市場評價聲名狼藉，直到1970年代末期修復一系列問題後飛行安全性才穩定提升。然而在1970年代一系列的意外後，麥道在爭取客機訂單的收穫逐漸減少，使得DC-10於1988年12月停產，最後一架於1989年7月交付給奈及利亞航空，共生產446架（包括60架交付美國空軍的KC-10A）。

## 發展
道格拉斯公司在1965年向美國空軍投標CX-HLS（重型後勤保障系統，Heavy Logistics System）方案競標失敗以後，決定以其落選的競標設計作為基礎嘗試研發新式客機。1966年，美國航空要求飛機生產商開發一款載客量較波音747少、能在較短機場跑道起降，卻有747相近航程的飛機。1967年，道格拉斯與麥克唐納公司合併，DC-10成為道格拉斯公司和麥克唐納公司合併後開發的第一款商用飛機。初期計劃提出四發動機、雙層客艙、載客量550、機身長度接近DC-8的設計，但這一方案被取消，代之以單層雙通道、三台發動機、最大載客量399、長度接近DC-8 Super 60的設計。除了設計改變，麥道公司引進了子承包商制度，將飛機的一部份零件委外製造，其中很多零件是授權由康維爾委制。這個制度雖然降低了麥道公司在製造飛機的成本，但是也使得美国联邦航空管理局監督飛機設計的法律產生了漏洞。
1968年2月19日，就在該計劃被認為進展落後於洛克希德L-1011之際，美國航空總裁喬治·A·斯巴特爾與麥道的詹姆斯·S·麥克唐納共同發佈了美航即將訂購DC-10的消息。這引起了洛克希德公司的震動，當初美國航空業界還有一條協議要美航從一開始抛開其競爭對手。此外美航還要求DC-10要裝配勞斯萊斯RB211發動機。
DC-10原型機在1970年8月29日首飛，後續進行了929次、1,551飛時的測試；在測試時飛機的設計瑕疵已經曝露，1970年進行地面測試時因為一扇外開的貨艙門爆破，導致飛機失控減壓，進而造成飛機的客艙地板塌落。雖然問題已經曝光，但是因為麥道高層企圖盡快將飛機完成投入使用，因此不想進行任何設計變更，而使用行政壓力逼迫測試單位無視瑕疵繼續測試，即便康維爾曾向麥道發遞備忘錄警告這些問題，但麥道高層選擇性的無視備忘錄之內容。
1971年7月29日，美国联邦航空管理局頒發了DC-10的適航認證，允許該型機投入商業營運使用。1971年8月5日，美國航空的DC-10進行首次商業飛航服務，隨後聯合航空也投入使用。
DC-10啟用後次年，業界開始發現這型號飛機在設計上有嚴重的缺陷，其中最嚴重的是機腹貨艙艙門設計。DC-10為了妥善利用貨艙空間，因此貨艙門是向外開啟，使得貨艙空間可以達到最佳利用效率。然而現代噴射機引入了加壓機艙設計提高飛機可用高度，並改善乘客舒適性，貨艙門為了抵抗艙內增壓，需要使用較強固的鎖定機構避免外開式艙門發生意外自行開啟，倘若貨艙鎖無法抵抗加壓失效，那就有很大的可能性產生失控減壓。
1972年6月12日，美國航空96號班機事故即呈現了這個風險，理論上應該已經鎖定的貨艙鎖實際未完全嚙合，使得飛機起飛後到大約11,750英呎高度發生貨艙門爆破，失控減壓引發客艙地板塌落，而塌落地板又扯斷了控制垂直尾翼的線路，雖然飛行組員成功將飛機安全迫降，但問題爆發後麥道並沒有全面修改設計，而是使用政治力去遊說國家運輸安全委員會在不發布限航令的前提下進行小部分的結構強化，事實上這個問題並沒有得到根治。
貨艙設計瑕疵在第二次爆發時，造就了1974年的土耳其航空981號班機空難，造成機上346人全數罹難，這是當時民航史上罹難人數最多的一場飛安事故。事故起因與1972年的美國航空事故幾乎如出一轍，貨艙門爆破後客艙地板塌落，扯斷飛控線路，但土耳其航空飛機沒有美航的好運氣，最終失控墜毀。因相同問題引致兩次空難，使得美國眾議院成立特別委員會調查意外問題，同時也檢討美國聯邦航空管理局在進行飛機型號認證中的管理疏失問題。FAA在檢討自身疏失後，也發布對麥道的全面貨艙改裝指示，麥道需要對貨艙艙門進行重新設計。1979年，DC-10更在一年內涉及三宗意外，雖然意外起因與飛機本身設計並無直接關係，但是其品管可能存在的重大瑕疵使得美國聯邦航空管理局在1979年6月6日撤銷了DC-10的適航證明，命令在美國服務與和美國簽訂飛航協議的DC-10機隊全面停飛，並調查飛安的實際問題。
DC-10的多次重大意外進而打擊了麥道公司在民航市場的聲譽，也重擊了DC-10的行銷。其後的聯合航空232號班機空難雖然後來被證實與麥道無關（因通用電氣制造的引擎缺陷），仍令DC-10飛機的名聲進一步受打擊。但雖然受到多次空難事故打擊乘客及航空公司的信心，DC-10因導入市場較早、操作及維修成本較低廉、以及可選用普惠或通用电气引擎飛更遠之故，在銷售量上打敗了競爭對手洛克希德L-1011。但也僅止於此。該機型終究也並沒有取得成功，隨著雙引擎的廣體客機空中巴士A300、空中巴士A310及波音767在DC-10複飛不久逐步陸續進入市場，美國聯邦航空局也適時放寬雙發延程飛行限制，使得上述客機足以飛行橫越大西洋、及美國本土到夏威夷的航班。三引擎的DC-10雖然載客量較大，卻因為相對耗油以及多起空难影響，迅速喪失大量訂單而被迫於1983年宣佈終止接收訂單並於1989年慘澹停產。
為了挽回DC-10頹勢，加長改良型MD-11雖然立刻於1990年進入市場，但操作成本及整體性能仍然不敵新一代的空中巴士A330、空中巴士A340及波音777，於2001年停產。此後DC-10及MD-11曾因三引擎飛機最大起飛重量大於雙引擎飛機的優勢，改裝成貨機用途，但近年來隨著油價上漲的負面影響以及擁有更大的最大起飛重量波音777F的發佈，DC-10F和MD-11F也開始逐步退出市場，而在2020年開始在全球爆發的2019冠狀病毒病疫情則加速了DC-10F的大規模退役。
2014年，孟加拉航空宣布，旗下最后一架DC-10正式退役，全球的DC-10至今都已結束商業載客的營運模式。
2018年，联邦快递宣布将开始加速退役旗下全部DC-10F与MD-10F，并逐步由波音777F取代，而较少货量且航程较短的航线则由波音737-800BCF取代。2022年，最后一架DC-10F从联邦快递除役。

## 型號

### DC-10-10

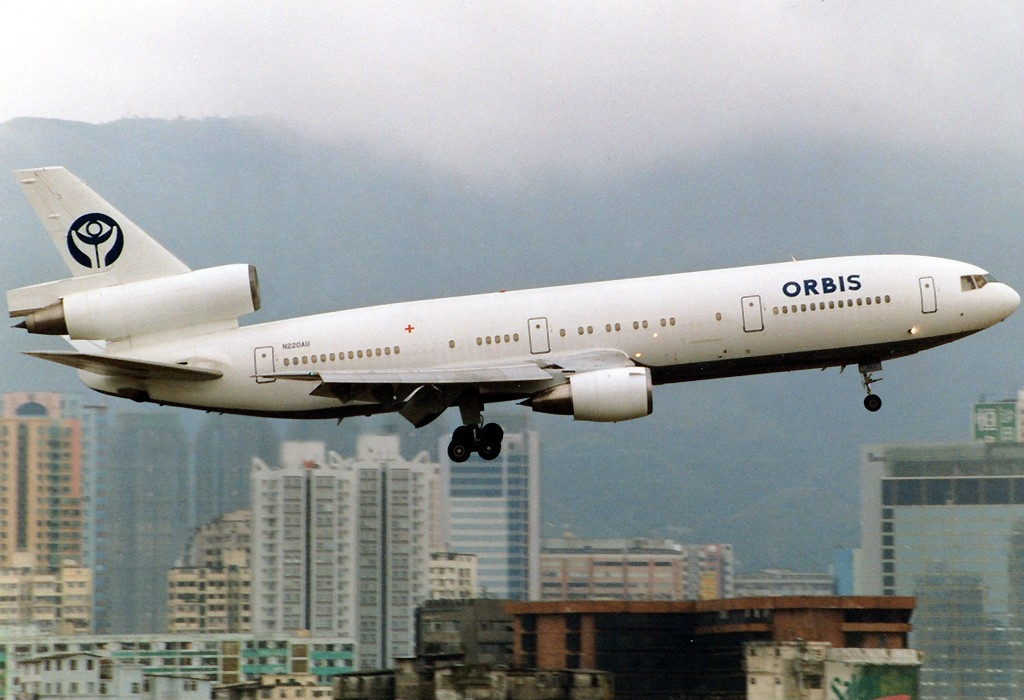
以DC-10-10客機改裝而成的第二代奧比斯眼科醫院

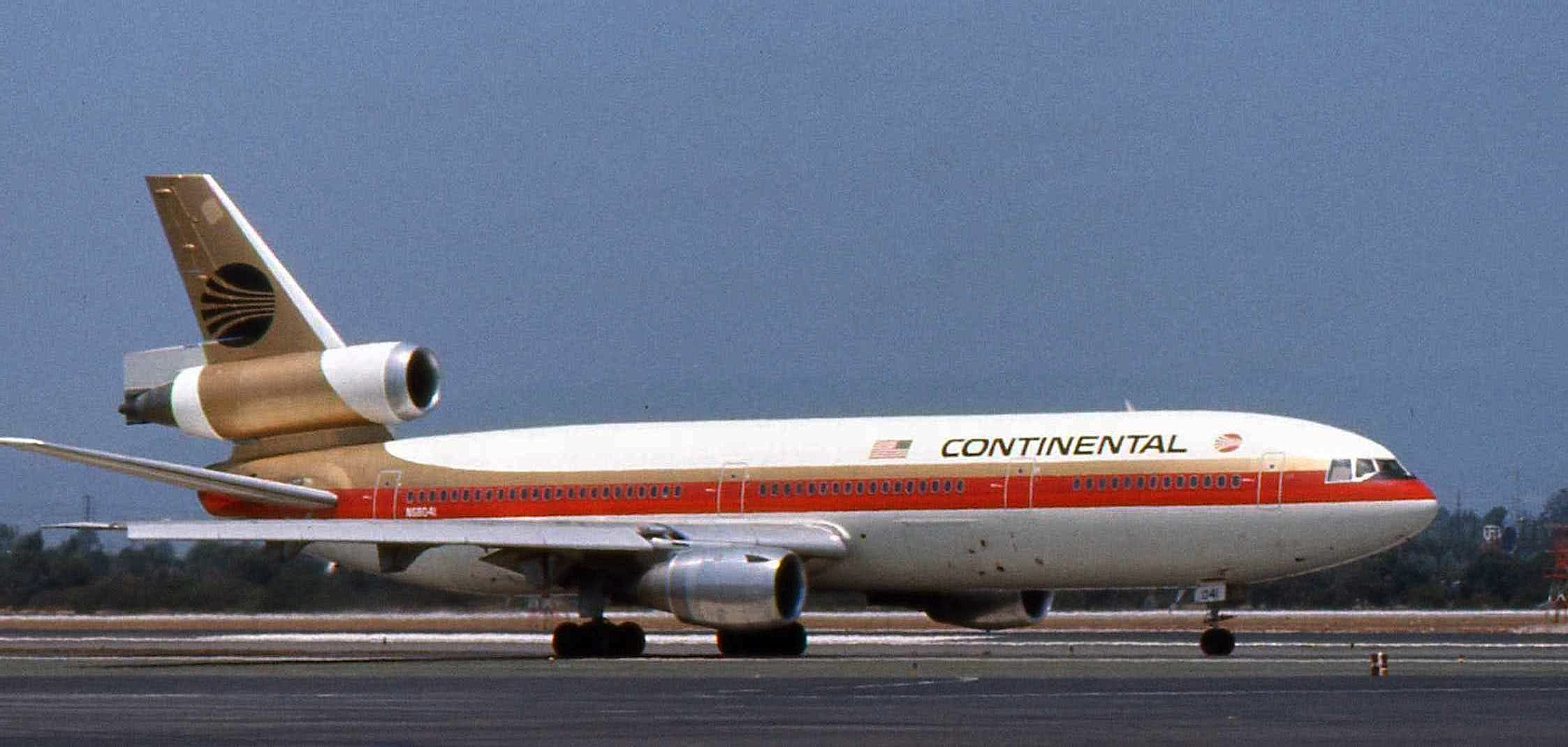
美國大陸航空的DC-10-10（1974年）

基本型，1970年試飛，1971年交付給美國航空。由三台通用電氣CF6-6D推動，航程為5,460公里。奧比斯飛行眼科醫院曾使用此型DC-10。

### DC-10-15

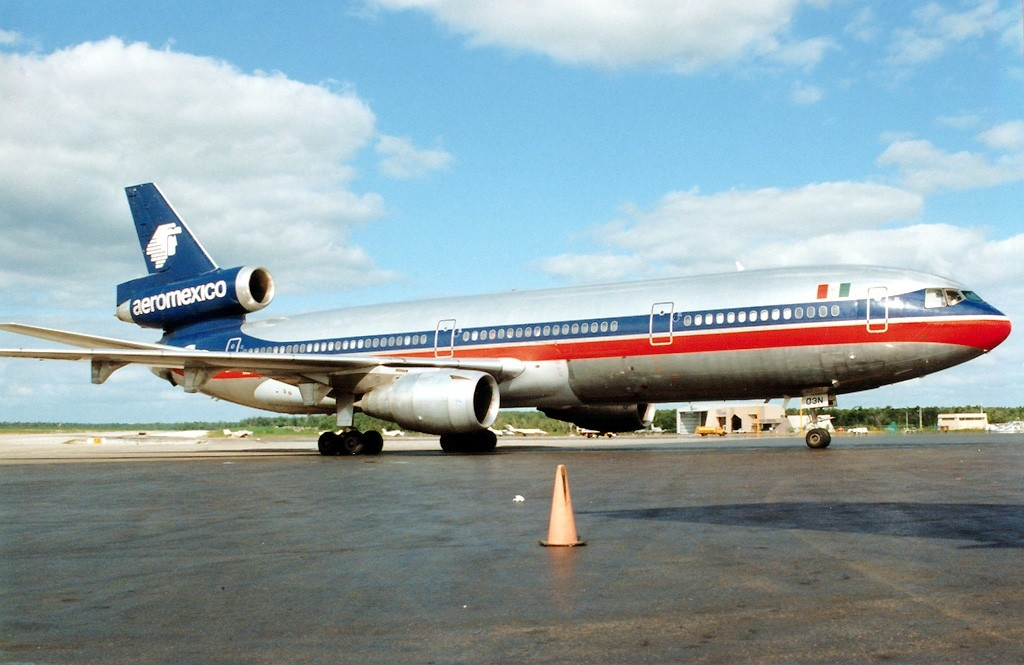
墨西哥國際航空的DC-10-15

機體與DC-10-10相同，採用更有效率的引擎和增加了一個油缸。用家是墨西哥的兩間航空公司墨西哥航空和墨西哥国际航空。較大推力的發動機是為了抵消在高溫環境下引擎壓縮比的減少。1981年交付，只有7架訂單。

### DC-10-20
機體與DC-10-15相同，但引擎改用普惠JT9D-15。该机型后来应启动用户西北航空要求而更名为DC-10-40。

### DC-10-30
在DC-10-10上增加了起飛重量和航程，機體缩短了0.3米，并改用长程版DC-10（DC-10-20）的油箱配置和使用效率更佳的通用電氣CF6-50C，增加一组起落架，最大航程11,050公里，載客270～380人。DC-10-30亦有DC-10-30客貨互換型及DC-10-30F全貨機型。荷蘭皇家空軍的三架KC-10加油機就是由此款客機改裝而成，但客艙仍可用作人員輸送。

### DC-10-40

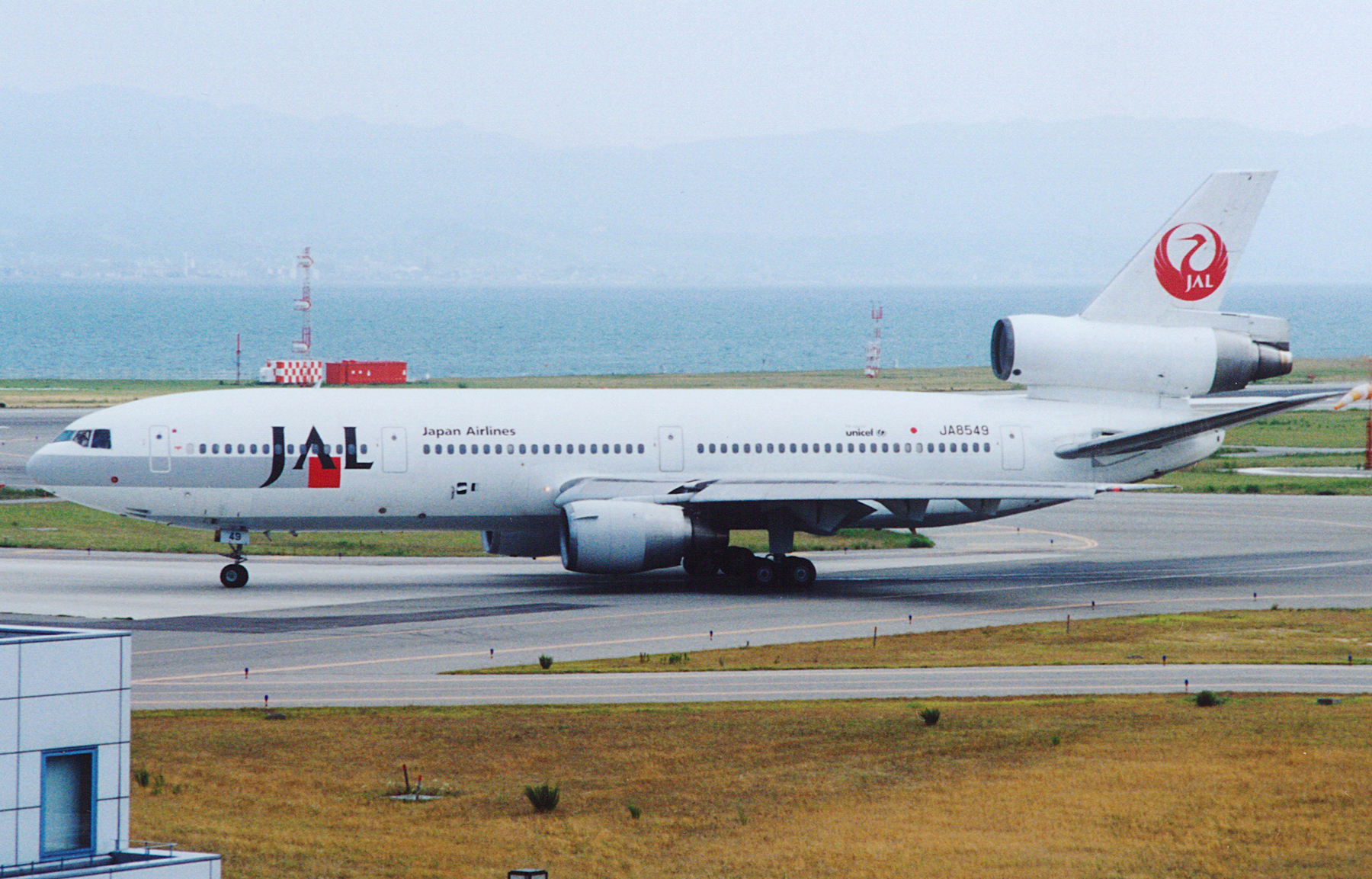
日本航空DC-10-40客機

引擎换用了JT9D-59（DC-10-40D）或JT9D-20（DC-10-40I），其中DC-10-40I为原来的DC-10-20，且对垂直尾翼和2号发动机进气道进行了改进。DC-10-40總共只有日本航空和西北航空兩個客戶购买，共生產42架。后来部分原属于日本航空的DC-10-40D则改装为DC-10-40F并交付给俄罗斯航空货运。

### DC-10-50
英國航空要求的型号，使用RB211-524型发动机。但由于英国航空转而购买L-1011-500而流产。

### 軍用版本

#### KC-10A

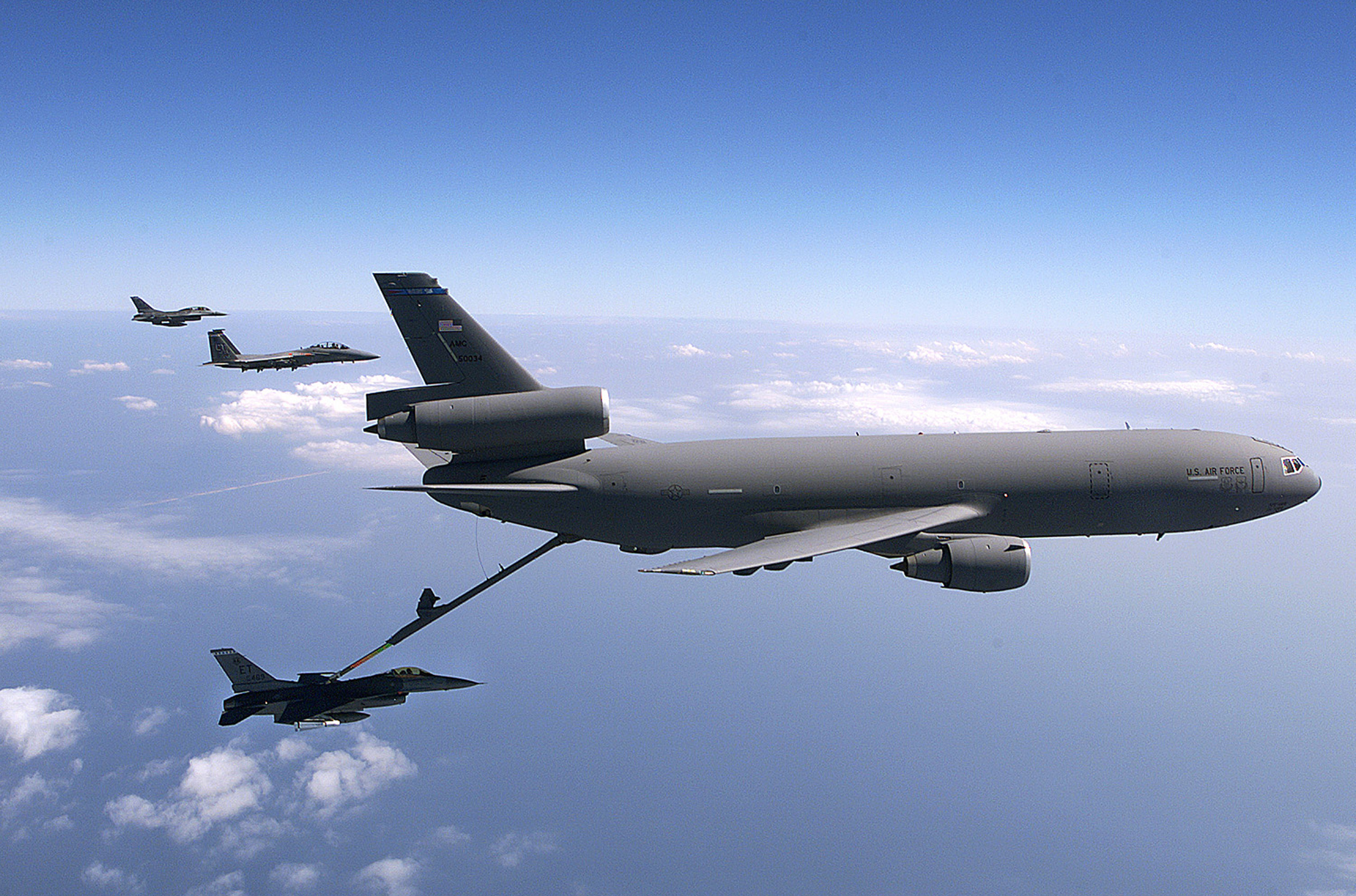
美国空军的一架KC-10空中加油機，正在为F-16战斗机加油。

KC-10A是DC-10-30系列的軍用版，用途为空中加油機或运输机。它的最大起飛重量為267,624公斤，機艙可運載53,297公斤燃油，由於機艙運載的燃油與機上的主油箱相通，因此，實際上全機可滿載達161,508公斤燃油。KC-10A的空中加油系統位於機尾下方，由數位線傳飛控系統(FBW)控制加油作業。KC-10A於1980年7月12日首度試飛，1981年3月17日首次交付美國空軍，共接獲60架（原訂12架，曾一度增加至62架）的訂單。此批空中加油機已於2024年9月尾全數退役。

#### KDC-10
KDC-10為另一款從DC-10-30衍生的空中加油機，與KC-10A性能相若。然而，KDC-10由二手的DC-10-30客機或貨機改裝而成，主要由荷蘭皇家空軍使用，一共改裝了3架。隨著A330 MRTT入役，該等加油機已陸續退役，除其中一架已經拆解外，其餘飛機轉讓予美國兩家軍事承包商，並將繼續服役。

#### 飛彈偵察機
2007年，美國飛彈防禦署以原屬美國航空擁有之DC-10改裝試驗型飛彈偵察機。

### MD-10-10/-30
MD-10是波音根據聯邦快遞要求而將DC-10改良而成的。主要改動包括：將DC-10的駕駛舱改为与MD-11相同的玻璃座舱，加強機體結構，並將最大起飛重量增加至203,000公斤。
MD-10是由波音公司改裝製造的，聯邦快遞為這款機型的最大用戶，亦是這款機型的唯一用戶，至2008年8月聯邦快遞共擁有65架MD-10F。2016年，首架客机版MD-10-30改装完成并交付给奧比斯作为第三代眼科飛行醫院。

## 性能

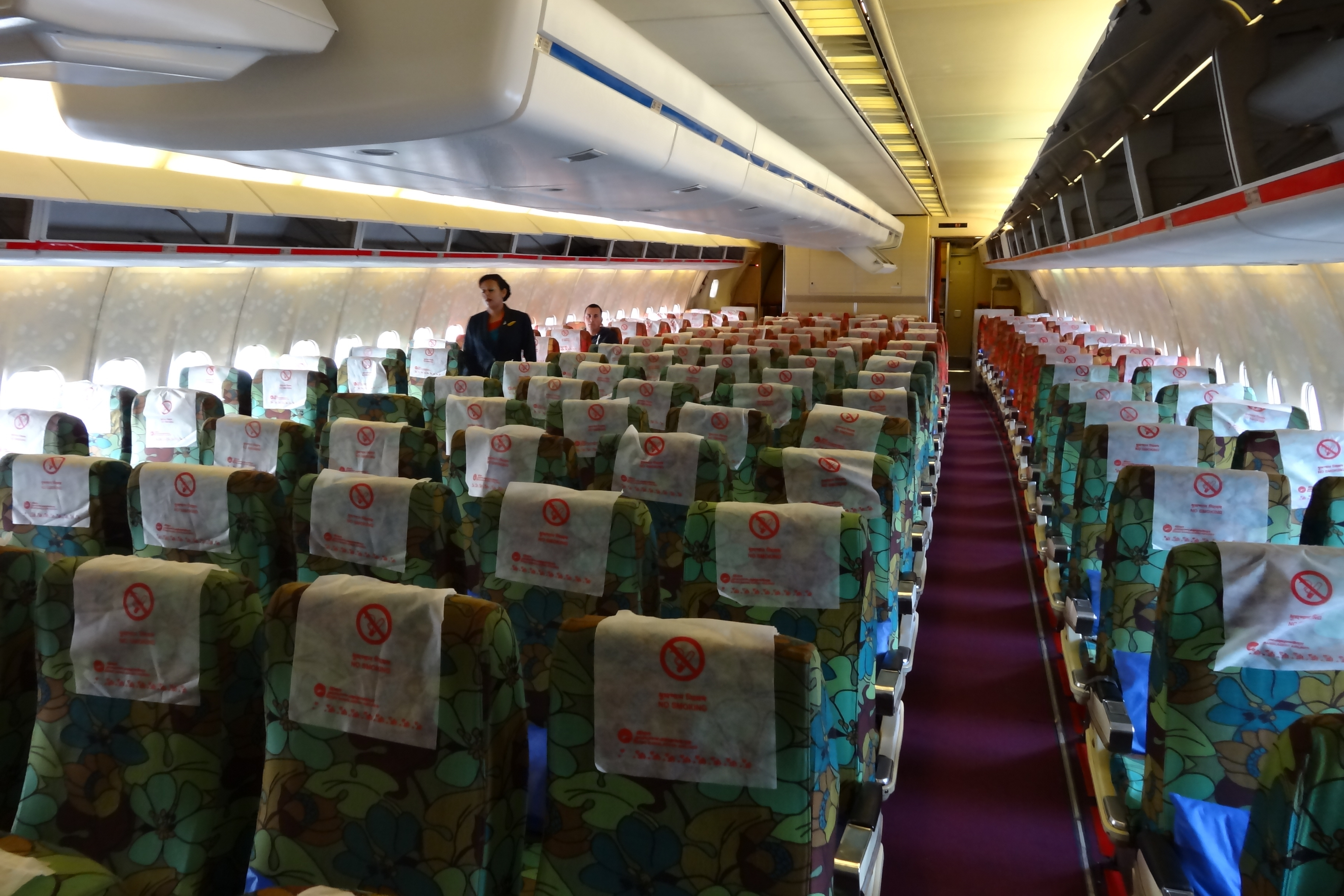
孟加拉航空DC-10-30的客舱，摄于其最后一次载客飞行后

|                  | DC-10-10                                     | DC-10-15                                     | DC-10-30                                     | DC-10-40                                     |
| ---------------- | -------------------------------------------- | -------------------------------------------- | -------------------------------------------- | -------------------------------------------- |
| 駕駛員           | 3（MD-10-10/-30：2）                         | 3（MD-10-10/-30：2）                         | 3（MD-10-10/-30：2）                         | 3（MD-10-10/-30：2）                         |
| 載客量           | 380（一等式）、250（兩等式）                 | 380（一等式）、250（兩等式）                 | 380（一等式）、250（兩等式）                 | 380（一等式）、250（兩等式）                 |
| 長度             | 182尺3寸（55.5米）                           | 180尺8寸（55米）                             | 181尺7寸（55.4米）                           | 182尺3寸（55.5米）                           |
| 高度             | 58尺1寸（17.7米）                            | 58尺1寸（17.7米）                            | 58尺1寸（17.7米）                            | 58尺1寸（17.7米）                            |
| 翼展             | 155尺4寸（47.3米）                           | 155尺4寸（47.3米）                           | 165尺4寸（50.4米）                           | 165尺4寸（50.4米）                           |
| 機身寬度         | 19尺9寸（6.02米）                            | 19尺9寸（6.02米）                            | 19尺9寸（6.02米）                            | 19尺9寸（6.02米）                            |
| 機身高度         | 19尺9寸（6.02米）                            | 19尺9寸（6.02米）                            | 19尺9寸（6.02米）                            | 19尺9寸（6.02米）                            |
| 機艙最大寬度     | 18尺2寸（5.54米）                            | 18尺2寸（5.54米）                            | 18尺2寸（5.54米）                            | 18尺2寸（5.54米）                            |
| 空機重量         | 240,171磅（108,940公斤）                     | 240,171磅（108,940公斤）                     | 266,191磅（120,742公斤）                     | 270,213磅（122,567公斤）                     |
| 最大起飛重量     | 430,000磅 （195,045公斤）                    | 455,000磅 （206,385公斤）                    | 572,000磅 （259,459公斤）                    | 572,000磅 （259,459公斤）                    |
| 最大巡航速度     | 0.82馬赫 （每小時541英里、870公里、470海里） | 0.82馬赫 （每小時541英里、870公里、470海里） | 0.82馬赫 （每小時541英里、870公里、470海里） | 0.82馬赫 （每小時541英里、870公里、470海里） |
| 最高速度         | 0.88馬赫 （每小時580英里、934公里、504海里） | 0.88馬赫 （每小時580英里、934公里、504海里） | 0.88馬赫 （每小時580英里、934公里、504海里） | 0.88馬赫 （每小時580英里、934公里、504海里） |
| 最大航程         | 3,800英里（6,114公里）                       | 4,350英里（7,000公里）                       | 6,220英里（10,010公里）                      | 5,750英里（9,252公里）                       |
| 最大燃油量       | 21,700加侖 （82,134升）                      | 26,647加侖 （100,859升）                     | 36,650加侖 （138,720升）                     | 36,650加侖 （138,720升）                     |
| 起飛所需跑道長度 | 8,612尺（2,625米）                           | 7,257尺（2,212米）                           | 9,341尺（2,847米）                           | 9,240 尺（2,817米）                          |
| 最大爬升高度     | 42,000尺（12,802米）                         | 42,000尺（12,802米）                         | 42,000尺（12,802米）                         | 42,000尺（12,802米）                         |
| 發動機（x3）     | GE CF6-6D                                    | GE CF6-50C2F                                 | GE CF6-50C                                   | PW JT9D-59A                                  |
| 發動機推力（x3） | 40,000磅（177.9千牛頓）                      | 46,500磅（206.8千牛頓）                      | 51,000磅（226.9千牛頓）                      | 53,000磅（235.8千牛頓）                      |

來源: , ,  及 （页面存档备份，存于）

## 涉及DC-10的空難事故
自1972年以來，DC-10牽涉於很多重大空難事件中，導致千餘人死亡。
以下是一些較重大的事故：
- 1972年6月12日，美國航空96號班機由底特律飛往水牛城途中，因機尾貨艙門設計缺陷，以致在爬升途中突然打開，導致爆炸性失壓，飛機最後能返回底特律機場緊急降落。
- 1973年12月17日，西班牙国家航空933号班机（英语：Iberia Airlines Flight 933）在降落时撞上进进近灯，导致落地时前起落架坍塌，导致3人重伤。
- 1973年11月3日，国家航空27号班机（英语：National Airlines Flight 27）在39000英尺的高度巡航時，右側（三號）發動機發生爆炸，碎片擊中一個舷窗並使其脫落，窗旁的乘客被吸出機外，其屍體於兩年後被發現。飛機最後緊急降落在新墨西哥州阿爾伯克基國際機場。
- 1974年3月3日，土耳其航空981號班機由法國巴黎飛往英國倫敦途中，遇上和美國航空96號班機一樣的情況，但這次爆炸性失壓將所有液壓管道扯斷導致無法操控，飛機在巴黎郊區墜毀，機上346人全部死亡。
- 1978年3月1日，大陆航空603号班机（英语：Continental Airlines Flight 603）在洛杉磯國際機場起飛時爆胎，造成左側起落架收起，飛機墜地並起火，2人當場死亡，另外2人在3個月後因傷勢過重身亡。
- 1979年5月25日，美國航空191號班機在芝加哥奧黑爾國際機場起飛後不久墜毀，機上271人全部死亡，地面上亦有2人死亡，事後調查指美航維修人員沒有依正常維修程序去維修引擎導致意外。
- 1979年10月31日，美國西方航空2605號班機（Western Airlines）於降落墨西哥城時，錯誤地降落在一條封閉的跑道上，與跑道上的地勤車相撞，結果造成73人死亡，包括地面一人。
- 1979年11月28日，新西蘭航空901號班機在進行定期的南極洲觀光航班時，在埃里伯斯火山山腰墜毀，機上257人全部死亡。事後官方調查指出機長把飛機下降至低於飛行安全條例規定的下限導致意外。但新西蘭法官彼得·馬翰於1981年發表的另一份調查報告指責新西蘭航空在沒有通知機組人員的情況下，單方面修改航程飛行計劃，亦同時責空中交通管制員容許901號班機下降至低於飛行安全條例規定的高度。
- 1982年1月23日，世界航空30号班机（英语：World Airways Flight 30）在波士顿爱德华·劳伦斯·洛根将军国际机场起飞时冲出跑道，2名乘客在此空难中失踪。
- 1982年9月13日，斯班达斯航空995号班机（英语：Spantax Flight 995）於馬拉加機場起飛時因機件故障導致起飛失敗衝出跑道，飛機爆炸起火，全機393人中，50人死亡。
- 1987年9月17日，一架編號為82-0190的KC-10加油機於美國什里夫波特進行維修時發生大火，造成地勤軍人1死2傷[5]。與此同時，全機亦告焚毀，是目前唯一一架報銷的軍用版DC-10。
- 1987年12月23日，芬兰航空915号班机（英语：Finnair Flight 915）因偏离航线进入苏联领空而遭到苏联空军的导弹袭击，所幸导弹在升空过程中提前爆炸才最终使得飞机没能被击落。
- 1989年7月19日，聯合航空232號班機（又称蘇城空難）因二號引擎扇葉片脫落損壞了機上所有液壓系統，導致飛機無法正常控制，飛機嘗試在愛荷華州蘇城緊急降落時，發生機身翻覆的情況，285名乘客及11名機組人員中有111人死亡。
- 1989年7月27日，大韓航空803號班機於濃霧下降落利比亞的黎波里機場時失事，於跑道附近墜毀並波及路上車輛，結果造成地面4人死亡 （页面存档备份，存于）（另有說法指6人 （页面存档备份，存于）），飛機本身亦有75人死亡。
- 1989年9月19日，法國聯合航空772號班機於尼日爾撒哈拉沙漠上空發生炸彈爆炸，全機171人死亡。
- 1992年12月21日，荷蘭馬丁航空495號班機於葡萄牙法魯降落時遇上微下擊暴流墜毀，機上340人中56人喪生。
- 1994年4月7日，聯邦快遞705號班機在孟菲斯附近遭到一位即将被解雇的联邦快递工作人员劫持，最终窃机人员被制服且飞机最终成功降落在孟菲斯机场。这场事故导致机上四人全部受伤。
- 1996年6月13日，印尼加魯達航空865號班機於日本福岡機場起飛失敗，從半空中摔回地面爆炸起火，3人死亡。
- 1996年9月5日，联邦快递1406号班机（英语：FedEx Flight 1406）在纽约州上空起火，随后紧急迫降在斯图尔特国际机场，虽然机上5人全部生还，但飞机被焚毁。
- 1999年12月21日，古巴航空1216号班机（英语：Cubana de Aviación Flight 1216）為一架向法國AOM航空租用的当时已有27年機齡的DC-10-10型，於危地馬拉城降落時衝出跑道，機頭撞向民居，機上16人及地面2人死亡。
- 2000年7月25日，一架美國大陸航空的DC-10（編號N13067，大陸航空55號）的長條型鈦金屬零件掉落在戴高樂國際機場的跑道上,導致後方的法國航空4590號班機(協和號)在起飛時輾過,造成法航4590左翼大量起火,起飛後仍失速墜毀於機場一哩外的一間旅館，導致機上及109人和地面4人死亡。事後N13067遭拆解
- 2000年12月25日，一架夏威夷航空的DC-10-30在塔西提岛机场降落时冲出跑道，差点坠入跑道尽头的泻湖中，所幸全机136人中只有一人受轻伤。
- 2001年1月31日，日本航空907号班机（波音747-400D）和日本航空958号班机（麦道DC-10-40）在骏河湾差点相撞，其中907号班机上100人受伤，958号班机上无人受伤。
- 2003年12月18日，联邦快递647号班机在孟菲斯国际机场降落时坠毁并起火爆炸，所幸机上7人无人伤亡。
- 2006年7月28日，聯邦快遞630號班機事故因着陆系统故障在孟菲斯国际机场降落时坠毁，机上3人受伤。
- 2016年10月28日，聯邦快遞910號班機在劳德代尔堡-好莱坞国际机场降落时坠毁，所幸无人伤亡。